# أوزمر برافو
أوزمر برافو (بالإسبانية: Osmar Bravo)‏ (مواليد 1 نوفمبر 1984) هو ملاكم نيكاراغوي، مثّل بلاده في الألعاب الأولمبية الصيفية 2012.

## روابط خارجية
أوزمر برافو على موقع أوليمبيديا (الإنجليزية)